# Cromlech du Puy de Pauliac
Le cromlech du Puy de Pauliac est un cercle de pierre situé à Aubazine dans le département français de la Corrèze.

## Protection
L'édifice est classé au titre des monuments historiques en 1889.

## Description
Le cromlech, d'un diamètre de 40 m, est composé de blocs rocheux dressés naturellement qui ont été complétés par d'autres blocs volontairement plantés en terre. Un menhir, désormais brisé et couché, avait été dressé au centre du cercle.